# Sistema di cooperazione tra le forze aeree americane
Il Sistema di cooperazione tra le forze aeree americane (in inglese System of Cooperation Among the American Air Forces, in spagnolo Sistema de Cooperación entre las fuerzas aéreas americanas, SICOFAA) è un'organizzazione internazionale apolitica e volontaria tra le forze aeree del nord e sud America.
La missione dell'organizzazione è promuovere e consolidare gli obblighi di amicizia prevalenti nelle forze aeree del Continente americano, realizzando un supporto comune, attraverso la loro cooperazione, quando sono sostenuti dai loro rispettivi governi. I temi critici includono le operazioni aeree, risorse umane, educazione e preparazione, ricerca e salvataggio, soccorso nei disastri, telecomunicazioni, medicina aerospaziale, tempo meteorologico, prevenzioni di incidenti aerei e ricerca scientifica.

## Storia
Il 16 aprile 1961 il capo del personale delle forze aeree statunitensi, Thomas D. White tenne una conferenza alla base Randolph. Qui i delegati proposero di creare un'organizzazione che potesse aiutare e rinforzare le relazioni inter-istituzionali, pianificando la cooperazione effettiva professionale delle forze aeree americane.
Nel 1964 le Forze aeree peruviane proposero la creazione di un'organizzazione volontaria di relazioni comuni professionali in un documento intitolato "Basi e procedure per un Sistema di cooperazione tra le forze aeree americane". Questo documento fu accettato nel 1965 come la prima carta corporativa dell'organizzazione.
Prima del 1990 il sistema di cooperazione si articolava in tre divisioni: l'amministrazione, le comunicazioni e l'educazione. Durante questo tempo l'organizzazione fu sotto la XII Forza Aerea (Twelfth Air Force, AFSOUTH). Fu in questo anno che l'Uragano Andrew distrusse la base Homstead dove sia la divisione amministrativa che educativa erano di stanza. Fu in seguito a questo disastro che il sistema di cooperazione fu riorganizzato, la divisione educativa fu spostata nella base Lackland e la divisione amministrativa nella Andrews Air Force Base. Dopo questa riorganizzazione la divisione amministrativa fu la sola che rimase sotto la XII Forza Aerea.

## Membri
Paesi membri:
- Argentina
- Bolivia
- Brasile
- Canada
- Cile
- Colombia
- Ecuador
- El Salvador
- Giamaica
- Guatemala

- Guyana
- Honduras
- Messico
- Nicaragua
- Panama
- Paraguay
- Perù
- Rep. Dominicana
- Stati Uniti
- Uruguay
- Venezuela

Paesi osservatori:
- Belize
- Costa Rica
- Haiti
- Trinidad e Tobago

## Struttura
Il Sistema di cooperazione tra le forze aeree americane si articola nei seguenti organi:
- la  Conferenza dei capi delle forze aeree americane (in spagnolo: Conferencia de los jefes de las fuerzas aéreas americanas, CONJEFAMER; in inglese Conference of the Chiefs of the American Air Forces), è formata da alti generali dei membri e prendono le decisioni sulle conclusioni dei comitati. Il capo delle forze aeree della nazione ospitante assegnano la legione del SICOFAA della medaglia al valore durante la Conferenza.
- i  Comitati, sono organismi permanenti che studiano ed analizzano soggetti, scambi di idee e condividono procedure che migliorano le operazioni e la collaborazione tra i membri. Ci sono cinque comitati denominati con le loro rispettive area di ricerca:
  - A-I Personale
  - A-II Informazione
  - A-III Operazioni
  - A-IV Logistica
  - A-V Scienza e tecnologia

Ogni anno, i cinque comitati si incontrano e discutono dei loro campi. Le conclusioni sono poi portate all'annuale PREPLAN dove i membri decidono su quali argomenti vogliono discutere nella Conferenza per l'attuazione. Lo stato membro che ospita il PREPLAN ospita anche la Conferenza.
- il  segretario permanente del sistema (in spagnolo: Secretaría permanente del sistema, SPS; in inglese Permanent Secretary of the System), è responsabile per le funzioni amministrative ed è localizzata nella Andrews Air Force Base. Il suo scopo è centralizzare e assicurare continuità e permanenza a tutte le attività dell'organizzazione come stabilito dalla Conferenza. È costituito da un segretario generale, un sottosegretario, un rRevisore e altro personale, militare e civile. La carica di sottosegretario ruota tra i colonnelli dei paesi membri, ogni due anni.
- l'ufficiale di collegamento delle forze aeree (in spagnolo: Oficial enlace de la fuerza aérea, OENFA; in inglese Liaison Officer of the Air Force), è il legame tra i Capi delle Forze Aeree e l'organizzazione. Ogni membro ha un ufficiale.
- il  sistema della tecnologia dell'informazione delle forze aeree americane (in spagnolo: Sistema de información tecnológica de las fuerzas aéreas de américa, SITFAA; in inglese Information Technology System of the American Air Forces), è responsabile per le comunicazioni tra i paesi membri. Nel 1964 questo organismo fu creato per soddisfare le esigenze comunicative dell'organizzazione. In origine fu parte del Comitato delle Scienze e Tecnologie ma i progressi e la tecnologia hanno portato alla creazione di una divisione indipendente. Le sue capacità includono voce, fax, internet, alta frequenza. Ogni paese ha una propria stazione dentro il Circuito dell'organizzazione. Dopo la riorganizzazione le stazioni degli Stati Uniti furono spostate da Porto Rico alla Andrews Air Force Base in Maryland. Gli Stati Uniti non hanno una stazione, le loro stazioni servono come stazioni di controllo della rete. Il Sistema della tecnologia dell'informazione è divisa in due circuiti:
  - il circuito settentrionale:
  - il circuito meridionale

Gli Stati Uniti hanno la Stazione di controllo del circuito, questa stazione è occupata dalla 89 Squadrone delle comunicazioni dell'89 Gruppo di supporto aerotrasportato dell'89 Squadriglia aerotrasportata della Andrews Air Force Base.
Ogni membro del circuito prende, a turno, la direzione della Stazione di controllo del circuito settentrionale o della Stazione di controllo del circuito meridionale.